# Calendrier mésopotamien
Les calendriers employés en Mésopotamie antique étaient de type luni-solaire avec des années constituées de 12 mois lunaires, chacun commençant lorsqu'une nouvelle lune était pour la première fois visible dans le ciel. Selon nécessité, on augmentait ces années par l'insertion d'un mois intercalaire afin de les faire correspondre à une année solaire, qui était plus longue d'une dizaine de jours que l'année de 12 mois lunaires, entraînant ainsi des décalages entre les deux cycles.
Les cités mésopotamiennes ont longtemps eu leurs propres calendriers, avec des noms de mois spécifiques, un début d'année situé souvent au printemps mais parfois à l'automne, reflétant l'existence de traditions locales fortes. Ce n'est que dans le courant de la seconde moitié du IIe millénaire av. J.-C. que s'impose une calendrier « standard », celui de Babylone.
La décision de modifier le calendrier, d'ajouter de nouveaux mois, était une prérogative royale importante. Elle influait en effet de nombreuses activités économiques (distribution des rémunérations, paiement des taxes, des intérêts, etc.), et surtout rituelles, puisque la fonction liturgique des calendriers est primordiale. Les noms de mois étaient en effet souvent ceux des principales fêtes religieuses qui s'y déroulaient, et les calendriers étaient marqués par des nombreux rituels revenant régulièrement (tous les jours, tous les mois ou tous les ans), qu'il fallait exécuter à des moments précis afin qu'ils aient un résultat bénéfique pour la communauté. Les calendriers avaient donc une importance sociale majeure, ce qui explique que leur gestion ait relevé du pouvoir royal et des grands temples.

## Un calendrier «luni-solaire»
Les Mésopotamiens avaient établi leur calendrier en fonction des cycles de la Lune et du Soleil, les périodes qu'il faut à ces astres pour revenir à une même position dans le ciel : les mois duraient le temps d'un cycle de la Lune, d'une nouvelle lune à une autre (la lunaison), tandis que l'année était établie en fonction d'un cycle solaire (l'année tropique ou équinoxiale), intervalle de temps pour que le Soleil retourne à la même position dans le cycle des saisons. On parle donc de « calendrier luni-solaire ». 
En pratique, les cycles de la Lune et du Soleil n'étant pas multiples entiers l'un de l'autre, l'année durait 12 mois lunaires, ce qui correspondait à une durée inférieure d'une dizaine de jours à une année solaire, et il fallait régulièrement ajouter au calendrier des mois intercalaires afin de réajuster les cycles. Parmi les autres subdivisions du temps marquant le calendrier, la journée était évidemment la plus importante, elle-même ayant ses propres subdivisions (les doubles-heures), mais en revanche il n'y a pas eu de système courant pour subdiviser le mois en périodes équivalent à la semaine.

### Les mois lunaires
La durée des mois (iti/warhu(m)) mésopotamiens était en principe fixée sur le cycle de la Lune : ils devaient débuter le soir lorsqu'une nouvelle lune croissante (néoménie) était pour la première fois visible bas sur l'horizon au coucher du Soleil, et durer jusqu'à la nouvelle lune suivante (le début du jour étant fixé à la tombée de la nuit). Ils avaient donc une durée dépendant du cycle synodique de la lune (la lunaison), qui est de 29 ou 30 jours (en moyenne 29,5 jours environ).
Étant donné que l'apparition de la nouvelle lune le soir du vingt-neuvième ou du trentième jour n'était pas prédictible pendant la majeure partie de l'histoire mésopotamienne, il fallait en principe observer le ciel (à supposer que la visibilité fût suffisante) afin de savoir quand un mois s'arrêtait et un nouveau commençait. La façon dont se déterminait le début du mois en fonction de l'apparition de la Lune n'est bien connue que pour l'Assyrie au VIIe siècle av. J.-C. : des savants de la cour royale observaient le ciel au soir marquant le début du trentième jour du mois, et si la lune apparaissait, ce jour était « rejeté » (turru) et devenait le premier du mois suivant, le mois qui se finissait ayant alors 29 jours ; mais si la lune n'était pas observée, le jour était « confirmé » (kunnu) comme étant le trentième du mois, et le nouveau mois ne commencerait que le soir suivant. Dans la seconde moitié du Ier millénaire av. J.-C., l'accumulation de données à partir de l'observation des phénomènes astronomiques avait permis la mise au point de méthodes prédictives efficaces, employant notamment des modèles mathématiques, permettant de prévoir par avance l'apparition de la nouvelle lune, et donc le début du mois. Il n'y a cependant pas d'exemples concrets d'emploi de cette méthode pour déterminer la durée des mois par avance, et de ce fait certains spécialistes maintiennent que l'observation restait la méthode la plus courante, même aux époques tardives.
Pour les périodes antérieures, il n'y a rien d'aussi précis dans la documentation cunéiforme, et il semble que la pratique attestée en Assyrie n'ait pas été généralisée. En fait, à plusieurs périodes depuis le IVe millénaire av. J.-C., pour les besoins administratifs il avait été choisi de fixer une durée standard d'un mois de 30 jours, afin de faciliter le versement des rations d'entretien (qui fonctionnaient comme des salaires), le paiement des intérêts sur les prêts, des taxes, à des échéances fixées. Il a été proposé que les autres calendriers de la période amorrite (premiers siècles du IIe millénaire av. J.-C.) aient également eu un mois fixé par convention à 30 jours. Cependant les textes de Mari au XVIIIe siècle av. J.-C. plaident plutôt en faveur de mois déterminés en lien avec le cycle réel de la lune : la durée du mois standard de 29 ou 30 jours, mais la documentation administrative atteste exceptionnellement de mois de 28 jours. Les modalités de détermination du moment du changement de mois sont flous : il semblerait que le pouvoir royal puisse le fixer par avance, d'une manière qui nous échappe, sans doute en procédant à des réajustements par moments ; en tout cas il ne semble pas suivre le principe d'observation de la nouvelle lune attesté en Assyrie puisqu'il arrivait que celle-ci se produisît le deuxième jour du mois et non le premier.  Pour l'époque médio-assyrienne (XIVe – XIe siècle av. J.-C.) ne sont attestés que des mois de 30 jours. Il était courant que la durée des mois soit fixée par convention à 30 jours dans les textes religieux (le Dieu-Lune, Sîn, ayant pour nombre symbolique 30) ou astronomiques (comme Mul-Apin), mais cela ne reflète pas forcément la pratique ; il pourrait s'agir de simplifications (un calendrier « idéal ») visant notamment à faciliter les calculs pour prévoir la date approximative d'un événement futur attendu.

### L'année solaire
L'année (mu/šattu(m)) mésopotamienne est constituée en principe de 12 mois lunaires. Une année « normale », composée à parts égales de mois de 29 et de 30 jours, dure donc 354 jours. Une année reposant sur l'observation effective du cycle de la lune, constituée de 12 mois faisant de manière variable 29 ou 30 jours, pourrait durer en 348 et 360 jours. La durée de l'année repose sur le cycle des saisons, ou celui du Soleil, puisqu'une année solaire (tropique) dure un peu moins de 365 jours ¼, et que la durée en mois lunaires qui s'en approche le plus est 12. Le début de l'année est fixé à un des deux équinoxes, en général celui du printemps, mais aussi dans plusieurs cas à celui d'automne. Une année dans le calendrier « idéal » de mois de 30 jours, ressortant notamment des textes astronomiques, est de 360 jours, ce qui devait simplifier les calculs (suivant un principe similaire à celui de l'« année lombarde »).

### Les mois intercalaires
Étant donné que l'année de 12 mois lunaires était légèrement inférieure à l'année solaire (au minimum 5 jours), au bout d'un certain temps il y avait un décalage entre les deux, et le début de l'année se produisait plus tôt dans le cycle des saisons. Les Mésopotamiens avaient donc pris l'habitude d'ajouter des mois intercalaires (logogramme sumérien DIRI, akkadien atru) à certaines années afin de réajuster leur calendrier à l'année solaire.
Pendant longtemps, cela s'est fait de manière irrégulière, apparemment sans aucun principe fixé préalablement (mais les textes n'explicitent jamais la raison d'un mois intercalaire). Dans le royaume de Babylone au XVIIe siècle av. J.-C., sous le règne d'Ammi-ditana, un mois intercalaire est ainsi ajouté durant quatre années consécutives, ce qui semblerait indiquer qu'il y avait eu un décalage important faute de règle d'intercalation précise. Mais l'ajout d'un mois intercalaire peut aussi répondre à d'autres objectifs, comme une modification du calendrier impliquant de changer l'ordre des mois, ou le début de l'année.
En revanche à Mari au siècle précédent, où l'année semble devoir normalement commencer à la première lune suivant l'équinoxe de printemps, les intercalations semblent décidées de manière à éviter que le début de l'année ne se produise avec plus d'une lunaison d'écart par rapport à cet événement. Cela exclut des intercalations durant deux années successive. Le royaume médio-assyrien (v. 1400-1050 av. J.-C.) pourrait quant à lui se singulariser par l'absence de pratique de mois intercalaire, donc une année déconnectée du cycle des saisons.
À partir de la fin du IIe millénaire av. J.-C., les textes astronomiques indiquent une volonté de prévoir quand il fallait ajouter un mois intercalaire en observant la position des astres, notamment celle de la Lune par rapport aux Pléiades durant les premiers jours de l'année. En Assyrie au VIIIe siècle av. J.-C., on avait apparemment dégagé empiriquement un principe d'intercalation d'un nombre déterminé de mois tous les 8 ou 19 ans, même si ce rythme n'est pas toujours tenu (en particulier lors des périodes d'instabilité politique, quand le roi ne peut proclamer l'ajout d'un nouveau mois).
Au Ve siècle av. J.-C., est appliqué définitivement le principe d'ajouter des mois intercalaires à des intervalles fixes. Cela est possible grâce à la connaissance du cycle astronomique d'équivalence entre 19 années solaires et 235 mois lunaires (le « cycle métonique »), qui a pu être déterminé à partir de la rédaction de rapports d'observations astronomiques sur une longue durée : 19 années solaires correspondant à 19 années de 12 mois lunaires, plus 7 mois, on intercalait 7 mois sur 19 années. Au début du IVe siècle av. J.-C., on fixa un principe d'intercalations régulières, les années 1, 3, 6, 9, 11, 14 et 17 du cycle,.

### Les subdivisions du mois
Les textes mésopotamiens ne font pas de mention d'une période équivalent à la semaine. Les textes hémérologiques (déterminant les jours fastes et néfastes) mentionnent bien un cycle de jours néfastes revenant tous les 7 jours (le 7, le 14, le 21 et le 28), cycle qui correspond par ailleurs à celui des rituels eššēšu(m) liés au cycle de la Lune. Mais il n'est pour autant pas assuré que ce cycle ait eu une influence sur celui du sabbat biblique, qui est jusqu'à preuve contraire l'ancêtre direct de la semaine de sept jours.
Les jours marquants du cycle lunaire avaient reçu des noms : arḫu pour le premier jour (nouvelle lune), sebûtu (« septième ») pour le septième jour, correspondant en gros au premier quartier, šapattu (« quinzième ») pour le quinzième jour (pleine lune), ce terme servant également à désigner un demi-mois (« quinzaine »). Le jour appelé biblu(m) ou bubbulu(m), se situe à la charnière entre deux mois, mais un doute subsiste à son propos : certains y voient le « jour de la disparition de la Lune », d'autres une autre manière de désigner le jour de la nouvelle lune. Les textes des marchands paléo-assyriens (XIXe siècle av. J.-C.) présentent une période appelée ḫamuštum, qui correspond peut-être à une période de cinq jours, employée pour dater les reconnaissances de dettes, et est ce qui s'approche le plus de la semaine dans les sources mésopotamiennes,.

### Le jour et ses subdivisions
La journée (ud/ūmu(m)) mésopotamienne débute au crépuscule du soir. Elle est divisée en 12 bēru (logogrammes KASKAL-GÍD, parfois DANNA), des « doubles-heures », suivant une subdivision courante (le même terme désigne également 1/12e de cercle). La nuit est elle-même subdivisée en trois « veilles » (en-nun/maṣṣārtu), de durée variable en raison de la variation de la durée de la nuit durant l'année. Afin de mesurer le passage du temps, les Mésopotamiens employaient la clepsydre (l'horloge à eau ; dib-dib/dibdibbu), ou bien un cadran solaire fait avec un gnomon[Quand ?].

## Les calendriers de la Mésopotamie antique
L'histoire des calendriers mésopotamiens, telle que révélée par les changements des noms de mois, suit de près l'évolution culturelle et politique de cette région. Les plus anciens calendriers attestés en Mésopotamie remontent à l'époque des cités de Sumer, dans le Sud mésopotamien, durant les quatre derniers siècles du IIIe millénaire av. J.-C. Chaque cité possède son propre calendrier reflétant les traditions religieuses (locales ou régionales), puisque les noms de mois reprennent ceux des principales fêtes religieuses.
Au début du IIe millénaire av. J.-C., se produit dans le Sud une standardisation du calendrier autour de la tradition de Nippur, la principale ville sainte de Sumer, tandis qu'au Nord, en pays sémitique bien documenté pour cette époque qui est celle des dynasties d'origine amorrite, se retrouvent suivant les régions des mois similaires, même si la diversité reste de mise.
L'uniformisation du calendrier autour d'un modèle « standard » se produit dans le courant de la seconde moitié du IIe millénaire av. J.-C. autour d'un modèle manifestement mis au point en Babylonie, reprenant des noms de mois à différentes traditions, cette fois-ci avec moins de références aux fêtes religieuses, et qui a triomphé avec l'appui du rayonnement culturel de Babylone.

### Les calendriers de Sumer à la finIIIemillénaireav. J.-C.
Les calendriers locaux des villes sumériennes du IIIe millénaire av. J.-C. comprennent essentiellement des mois nommés en fonction des grandes fêtes qui y ont lieu, comme l'indique la récurrence du terme ezen (ou ezem) « fête » dans les noms de mois, même si les mois pour lesquels ce mot n'apparaît pas font aussi référence à des rituels ayant lieu durant le mois (rituel de l'allumage des braseros/torches, de consommation du malt ou de divers animaux sacrificiels, etc.). Les mois renvoient par ailleurs aux activités agricoles (récolte, semailles, préparation des araires), ou de construction (moulage des briques), et là encore ces noms renvoient aussi à des fêtes religieuses liées à ces activités.
Mais il faut admettre que de nombreux noms de mois restent mal compris, et peuvent faire l'objet de différentes interprétations suivant les traducteurs. Le fait que plusieurs noms de mois soient communs aux cités sumériennes dès cette époque indique qu'il y a eu des influences. La période finale du IIIe millénaire av. J.-C., la période d'Ur III, garde les mêmes caractéristiques générales même si on remarque les effets des tendances centralisatrices de l'époque.
| N° mois | Nippur,                                                           | Umma/Gisha,                                                     | Ur et Puzrish-Dagan (tardif),                                 | Lagash,                                            |
| ------- | ----------------------------------------------------------------- | --------------------------------------------------------------- | ------------------------------------------------------------- | -------------------------------------------------- |
| I       | Bára-zà-gar « Trône du sanctuaire »                               | Še-sag11-ku5 « Récolte »                                        | Še-sag11-ku5 « Récolte »                                      | GAN2-maš                                           |
| II      | Gu4-si-su « Les bœufs marchent en avant »                         | Sig4-giši/ù-šub-ba-gar « (Mois où les) briques sont façonnées » | Maš-da/kù-gu7 « Repas (sacrificiel) de la gazelle »           | Gu4-rá-bí-mú-mú « Allumage des braseros » ?        |
| III     | Sig4-gišu5-šub-ba-gá-gar « (Mois où les) briques sont façonnées » | Še-kar-ra-gál-la                                                | Ses-da-gu7 « Repas (sacrificiel) du porcelet »                | Ezen-dLi9-si4 « Fête de Lisi »                     |
| IV      | Šu-numun « Préparation des champs »                               | Nesag « Offrande des prémices »                                 | U5-bímušen-gu7 « Repas (sacrificiel) de l'oiseau-U5-bí »      | Šu-numun « Préparation des champs »                |
| V       | NE-NE-gar « Allumage des braseros »                               | Dal                                                             | Ki-siki-dNin-a-zu « (Fête du) lieu de tissage (?) de Ninazu » | Ezen-munu4-gu7 « Fête de la consommation du malt » |
| VI      | Kin-dInanna « Service (?) d'Inanna »                              | Šu-numun « Préparation des champs »                             | Ezen-dNin-a-zu « Fête de Ninazu »                             | Ezen-dDumu-zi « Fête de Dumuzi »                   |
| VII     | Du6-kù « Mont sacré »                                             | Min-èš                                                          | Á-ki-ti                                                       | Ur « Lion » ?/ Ezen dŠul-gi « Fête de Shulgi »     |
| VIII    | gišApin-du8-a « (Mois où on) libère l'araire »                    | é-iti-6                                                         | Ezen dŠul-gi « Fête de Shulgi »                               | Ezen dBa-ba6 « Fête de Baba »                      |
| IX      | GAN-GAN-è « (Mois où) les nuages apparaissent » (?)               | dLi9-si4 « (Fête de) Lisi »                                     | Šu-eš5-ša / Ezen dŠu-dSu'en « Fête de Shu-Sîn »               | Mu-šu-du7                                          |
| X       | Kù-ŠIM / Ab-è                                                     | Ur « Lion » ? / Ezen-dŠul-gi « Fête de Shulgi »                 | Ezen-mah « Grande fête » (de Nanna)                           | Amar-a-a-si « (Mois de la) maturité des veaux » ?  |
| XI      | Zíz-a ou Udruduru5 « Blé » ?                                      | Pa4-ù-e                                                         | Ezen-an-na « Fête du Ciel »                                   | Še-sag11-ku5 « Récolte »                           |
| XII     | Še-sag11-ku5 « Récolte »                                          | dDumu-zi « (Fête de) Dumuzi »                                   | Ezen-dMe-ki-gál « Fête de Mekigal »                           | Ezen-še-íl-la « Transport du grain »               |

Les mois intercalaires ajoutés après le douzième mois portent le nom diri(g) (quelque chose comme « en plus »).
Les calendriers locaux de la période d'Ur III gardent leurs spécificités, mais une forme de calendrier « officiel » ou « royal » employé par l'administration est mise en place, le calendrier d'Ur employé avec une variante (le premier du mois) à Puzrish-Dagan et aussi par les agents de l’État dans d'autres villes, signe de la volonté centralisatrice des rois d'Ur III.
Ce calendrier est remanié à plusieurs reprises sous Shulgi et son successeur Shu-Sîn, notamment à la suite de l'introduction du culte des rois divinisés, qui se voient chacun consacrer une grande fête qui donne son nom à un mois du calendrier ; la fête dédiée à Shulgi est par ailleurs introduite à Umma et Lagash, calendriers influencés par le calendrier royal. Mais celui de Nippur préserve complètement sa spécificité (comme celui d'Uruk apparemment, bien qu'il ne soit connu que de manière incomplète).

### Les calendriers de l'époque amorrite (première moitié duIIemillénaireav. J.-C.)
Les calendriers connus pour la première moitié du IIe millénaire av. J.-C. présentent des profils différents suivant leur localisation. Ceux du Sud mésopotamien suivent la tradition sumérienne, en particulier celle du Nippur, et semblent faire l'objet d'une harmonisation à partir de ce modèle durant l'époque de la dynastie d'Isin (XXe siècle av. J.-C.).
En revanche plus au Nord les calendriers relèvent d'une autre tradition, sémitique, et plus précisément amorrite, la population dominant ces régions à cette période. Cela ressort dans les calendriers suivants : celui d'Eshnunna, ceux des villes de Mari, Tell Rimah, Shubat-Enlil et Chagar Bazar (Ashnakkum) à l'époque du Royaume de Haute-Mésopotamie dirigé par Samsi-Addu, et celui de Mari à l'époque de Zimri-Lim (réorganisé lorsqu'il prend le pouvoir après la chute du royaume de Samsi-Addu) ont plusieurs mois en commun, puisqu'on connaît un répertoire d'une vingtaine de mois qui se retrouvent dans plusieurs calendriers amorrites, là encore souvent nommés suivant des fêtes (dont les origines et finalités nous échappent souvent), quelquefois héritées de l'ancien calendrier sumérien (par exemple le mois Niggalum, « Faucille », correspond au mois sumérien de la Récolte).
À Sippar, située en pays sémitique mais au contact des anciennes cités sumériennes, les mois de ces dernières rencontrent ceux des pays amorrites. En revanche la ville d'Assur, bien qu'ayant été intégrée dans le Royaume de Haute-Mésopotamie et ayant entretenu des liens culturels avec ses voisins, a un calendrier original, qui semble avoir été conservé durant les siècles suivants.
Les débuts de l'année ne sont pas systématiquement placés au printemps : dans le Royaume de Haute-Mésopotamie, il surviendrait plutôt au moment du mois d'août, au début du mois de Niqmum, qui correspond au sixième mois des autres calendriers. Quant au début de l'année dans le calendrier d'Assur, il n'est pas établi avec certitude : on a longtemps pensé qu'il fallait le situer à l'équinoxe d'automne, mais il pourrait intervenir plus tard, au solstice d'hiver. Par ailleurs les réorganisations des calendriers ont pu créer des déplacements des mois dans le calendrier ; ainsi le mois de la Récolte du calendrier de l'époque de Samsi-Addu ne survient pas au moment de celle-ci.
| N° mois | Eshnunna (XIXe siècle av. J.-C.) | Assur (XIXe siècle av. J.-C.) | Royaume de Haute-Mésopotamie (XVIIIe siècle av. J.-C.) | Mari (XVIIIe siècle av. J.-C.) | Sippar de Shamash (XVIIIe siècle av. J.-C.) |
| ------- | -------------------------------- | ----------------------------- | ------------------------------------------------------ | ------------------------------ | ------------------------------------------- |
| I       | Niggallum                        | Bēlet ekallim                 | Niggallum                                              | Uraḫum                         | Sibūtum                                     |
| II      | Elūnum                           | Ša šarrātim                   | Magrānum                                               | Malkānum                       | Gusisi                                      |
| III     | Magrattum                        | Ša kēnātim                    | dDumu-zi                                               | Laḫḫum                         | Qāti-erṣetim                                |
| IV      | Abum                             | Maḫḫur ilī                    | Abum                                                   | Abum                           | dDumu-zi                                    |
| V       | Zibnum                           | Ab šarrāni                    | Tīrum                                                  | Ḫibirtum                       | Isin-abi                                    |
| VI      | Niqmum                           | Ḫubur                         | Niqmum                                                 | Ḫubur                          | Tīrum                                       |
| VII     | Kinūnum                          | Ṣipʾum                        | Kinūnum                                                | Kinūnum                        | Elūlum                                      |
| VIII    | Tamhīrum                         | Qarrātum                      | Tamḫīrum                                               | dDagan                         | Tamhīrum                                    |
| IX      | Nabrûm                           | Kanwarta                      | Nabrûm                                                 | Liliyatum                      | Nabrûm                                      |
| X       | Mammītum                         | Teʾinātum/Suen                | Mammītum                                               | dBēlet-bīri                    | Mammītum                                    |
| XI      | Kiskissum                        | Kuzallu                       | Mana                                                   | Kiṣ kiṣṣim                     | Isin-dAdad                                  |
| XII     | Kinkum                           | Allanātum                     | Ayyarum                                                | Ebūrum                         | Ayyarum                                     |

### Le calendrier babylonien «standard»
La forme classique du calendrier mésopotamien s'impose dans le Sud et le Centre de ce pays dans le courant du second quart du IIe millénaire av. J.-C. ou peu après, mais il est difficile de déterminer exactement quand, en raison de problèmes liés à la spécificité de l'écriture cunéiforme : bien que désormais les textes courants soient écrits en akkadien, les noms de mois restent majoritairement écrits en sumérien, sous la forme (souvent abrégée) du calendrier de Nippur, ayant alors la fonction de logogramme, et sont rarement écrits sous une forme phonétique permettant de connaître la prononciation du nom du mois se cachant derrière le logogramme.
Les noms de mois sont attestés phonétiquement durant les derniers siècles du IIe millénaire av. J.-C., surtout grâce à la liste lexicale HAR.RA = ḫubullu, qui donne les correspondances entre les noms en logogrammes (les mois du calendrier sumérien de Nippur) et leur prononciation en akkadien. Il est donc impossible de savoir quand et comment ce calendrier s'est imposé (Cohen propose le règne de Samsu-iluna de Babylone, dans la seconde moitié du XVIIIe siècle av. J.-C.). L'origine des noms de mois semble diverse, donnant l'impression d'un calendrier hybride créé artificiellement pour des besoins d'unification politique : certains sont attestés à l'époque amorrite (Ayyaru, Elūlu, Abu(m), aussi Du'uzu/Tam(m)ūzu qui a une origine sumérienne, le mois de Dumuzi), en pays ouest-sémitique (Tašrītu, peut-être aussi Nisannu) et d'autres sont attestés précédemment à Suse en Elam (Šabāṭu, Addaru), tandis qu'on a pu avancer une origine perse pour un autre (Araḫsamnu).
En tout cas les fêtes religieuses ne servent désormais plus de référence pour nommer les mois (même si Elūlu et Abu(m) sont à l'origine des fêtes). Ce calendrier est caractérisé par la présence de deux « débuts d'année », au mois de Nisannu, le mois I dont le nom dérive sans doute du terme sumérien nesag signifiant « premier », « prémices », mais aussi au mois de Tašrītu, le mois VII, dont le nom signifie « le début » en akkadien. Il est introduit dans le Nord, en Assyrie, vers le XIIe siècle av. J.-C., même s'il coexiste avec le calendrier local issu de la tradition d'Assur, puis que plusieurs mois du calendrier standard sont parfois remplacés par d'autres (notamment certains d'origine élamite), le calendrier assyrien n'ayant jamais été unifié et stabilisé.
| N° mois | Nom akkadien     | Logogramme                 |
| ------- | ---------------- | -------------------------- |
| I       | Nisannu          | itiBÁR(.ZAG.GAR)           |
| II      | Ayyaru           | itiGU4(.SI.SÁ)             |
| III     | Simānu           | itiSIG4 (SIG4.GA, SIG4.GA) |
| IV      | Du'uzu/Tam(m)ūzu | itiŠU(.NUMUN.NA)           |
| V       | Abu              | itiIZI                     |
| VI      | Elūlu/Ulūlu      | itiKIN                     |
| VII     | Tašrītu          | itiDU6(-KÙ)                |
| VIII    | Araḫsamnu        | itiAPIN                    |
| IX      | Kislimu          | itiGAN(.GAN.NA)            |
| X       | Ṭebētu           | itiAB(.BA).È               |
| XI      | Šabāṭu           | itiZÍZ (ZÍZ.A, ZÍZ.ÀM)     |
| XII     | Addaru           | itiŠA                      |

Les mois intercalaires sont ajoutés après le sixième mois ou le douzième, et reprennent leur nom : Elūlu (II) ou Addaru (II).
Ce calendrier reste en usage dans les textes cunéiformes de Babylonie durant le Ier millénaire av. J.-C., et les populations Juives de cette région l'ont adopté par la suite et il est depuis resté le calendrier de la tradition judaïque (calendrier hébraïque), tandis que durant l'Antiquité il a aussi servi de modèle aux calendriers des populations araméennes qui sont venus à dominer linguistiquement la Mésopotamie et tout le Proche-Orient, notamment les Palmyréniens.

## Calendrier et vie sociale et religieuse
Les calendriers, en plus de leur rôle de marqueur de l'écoulement du temps, sont également ponctués par divers événements marquants pour la vie sociale. Ils avaient donc une grande importance dans la vie administrative et économique du pays, mais, comme dans les autres civilisations antiques, les problèmes de calendrier renvoient surtout à des problématiques religieuses. D'ailleurs, il était considéré que le découpage et le passage du temps étaient dus à des décisions des dieux créateurs et ordonnateurs (notamment Enki/Ea, Marduk), qui les avaient mises en place en même temps qu'ils organisaient le monde et la marche du cosmos.
Les souverains ont régulièrement entrepris de réformer le calendrier afin d'influer sur la vie sociale et religieuse, ou de marquer symboliquement leur empreinte sur le déroulement du temps. Il était par ailleurs considéré qu'il existait des périodes propices ou non pour certaines activités, surtout rituelles, voire carrément mauvaises, et cela avait donné lieu à la production d'une riche littérature suivie dans les cercles des palais royaux et des temples. Les grands moments de l'année étaient marqués par des fêtes religieuses, les plus importantes servant généralement à nommer les mois mésopotamiens, et devaient être accomplies à des moments précis afin d'assurer la stabilité des relations entre les hommes et les dieux, et ainsi de garantir la prospérité du pays. Cela concernait notamment les fêtes liées au cycle agricole, qui avaient une grande importance, au moins aux périodes anciennes.

### Régir le temps
L'organisation du calendrier étant une décision d'une importance primordiale dans la vie sociale et religieuse, elle était régie par le pouvoir royal, avec l'appui des élites religieuses.
Les noms de mois du calendrier relèvent manifestement de décisions royales, et les changements qui les affectent sont sans doute dus à des initiatives du pouvoir, qui peuvent vouloir marquer le temps en introduisant de nouvelles fêtes, ou bien uniformiser le calendrier pour faciliter le gouvernement de leur royaume et marquer leur empreinte sur celui-ci de façon à renforcer leur autorité. Ainsi, lorsqu'au début du XVIIIe siècle av. J.-C. Mari passe sous la coupe de Samsi-Addu d'Ekallatum, celui-ci y introduit le calendrier de son royaume, qui se retrouve ailleurs dans les territoires qu'il domine. Lorsqu'après sa mort son fils Yasmah-Addu est renversé par Zimri-Lim, un descendant de l'ancienne lignée royale de Mari, le calendrier ancien est rétabli, ce qui s'accompagne aussi d'un déplacement du Nouvel An (de l'automne au printemps) et d'un changement du comput des années (du système des éponymes à celui des années de règne, voir plus loin).
L'action du pouvoir sur le calendrier est notamment connue pour les ajouts de mois intercalaires, qui sont une prérogative royale, et expliquent pourquoi les périodes d'instabilité s'accompagnent d'un dérèglement du calendrier par rapport au cycle de l'année solaire. On connaît ainsi une lettre de Hammurabi de Babylone (XVIIIe siècle av. J.-C.) à un subordonné en poste à Larsa, lui indiquant l'ajout d'un treizième mois :

« L'année a un mois intercalaire. Le mois qui vient doit être écrit comme étant le mois elûnum bis. Par conséquent, alors que l'arrivée de la taxe-igisûm avait été prononcée pour le 25e jour du mois tašrîtum à Babylone, elle se produira (désormais) le 25e jour du mois elûnum bis à Babylone. »

— Lettre de Hammurabi à Sin-iddinam.
Ici la décision, signalée à un administrateur, se fait dans le souci de régler les mesures à prendre en matière d'imposition. Dans bien d'autres cas, ce sont plutôt les problématiques liturgiques qui ressortent des textes, comme cette lettre de Mari (XVIIIe siècle av. J.-C.) :

« La lune est arrivée le 2, ce qui est plus que la normale ! Le jour où j'envoie cette tablette de moi, c'est à Mari le 3 courant du mois. Il faudrait que mon Seigneur m'envoie le comput qu'il garde en sa possession afin que je fasse le décompte des jours pour les sacrifices de Dêrîtum. »

— Lettre du dignitaire Yasim-Sumu au roi Zimri-Lim de Mari.
Dans ce cas la nouvelle lune s'est produite plus tôt que prévu (dans le contexte d'un calendrier dans lequel le début du mois était visiblement fixé à l'avance), et il fallait réorganiser le calendrier rituel, à partir d'un catalogue sacré listant les fêtes du mois, dont disposait le roi. Des problématiques similaires sont attestées dans la documentation assyrienne et babylonienne du Ier millénaire av. J.-C. concernant le milieu de la cour royale et des temples. De fait, les fêtes n'avaient pas forcément lieu à une date fixe dans le mois mais pouvaient varier d'un ou deux jours dans un mois suivant le cycle lunaire observé, tandis que l'ajout d'un mois intercalaire impliquait de décaler d'un mois le calendrier liturgique.
L'autre grande action du souverain sur le déroulement du temps est de décider du nom des années, ce qui constituait un acte symbolique important. En effet, plusieurs manières d'isoler les années existaient en Mésopotamie, soit en les numérotant à partir d'un point de départ (notamment le début de règne d'un souverain), soit en les nommant en fonction d'un événement ou d'un magistrat. Des listes compilant les noms d'années permettent ensuite d'établir des bases chronologiques. 
Depuis l'époque des cités de Sumer et jusqu'à l'époque amorrite, on donnait des noms d'années en fonction d'événements glorifiant l'activité militaire ou religieuse du roi : intronisation du roi, victoire militaire, mariage diplomatique, (re)construction d'un temple ou offrande grandiose à un dieu, nomination d'un grand-prêtre ou d'une grande-prêtresse, etc. En fait pour des raisons pratiques il s'agit souvent de quelque chose qui s'est produit l'année précédant celle à laquelle il a donné son nom.

« Dis à Shu-nuhra-Halu, ainsi (parle) Yasim-Sumu : En ce qui concerne la dénomination de l'année, objet de ton message, tu proposais : « Année où Zimri-Lim a offert un grand trône à Dagan » ; ce trône n'a pas encore été offert. Voilà que je viens de faire porter une tablette chez le roi. La désignation est « Année où Zimri-Lim est allé à l'alliance de Babylone ; seconde fois : au pays de Larsa ». Attire l'attention
du roi sur cette tablette et écris-moi ce qui doit en être. »

— Lettre entre deux dignitaires de Mari au sujet d'un nom d'année (règne de Zimri-Lim).
Avec le temps cela évolua, puisqu'à la fin de la Première dynastie de Babylone (au XVIIe siècle av. J.-C.) il semble que les années aient été nommées moins en lien avec la réalité, mais plus en fonction d'un cycle d'actes idéalement attendus d'un souverain. L'autre manière courante de compter les années dans le Sud était de dénombrer les années de règne du roi à partir de son intronisation : « année x du règne de (tel roi) ». Elle est attestée à Lagash à l'époque archaïque, puis s'impose en Babylonie à partir de l'époque kassite, dans la seconde moitié du IIe millénaire av. J.-C. L'Assyrie a employé une autre forme de décompte des années, mettant moins en avant la figure royale, celle des « éponymes », limmu en assyrien : à l'origine, ce terme désigne un dignitaire du royaume paléo-assyrien (première moitié du IIe millénaire av. J.-C.) qui donne son nom à l'année ; à partir de la seconde moitié du IIe millénaire av. J.-C., les éponymes de l'année sont choisis parmi les hauts dignitaires de la cour royale, dans un ordre de préséance qui connaît peu de variations, recommençant à chaque début de règne avec le souverain servant d'éponyme pour la première année, même si à la fin de l'empire assyrien, au VIIe siècle av. J.-C., les rois ne figurent plus parmi les éponymes, sans doute pour ne plus se situer au même niveau que leurs hauts dignitaires. À partir de la période hellénistique est adopté un système de décompte des années suivant un cycle plus long, une « ère » débutant à l'arrivée au pouvoir des Séleucides en 311 av. J.-C., donc là encore déterminé par référence au pouvoir royal.

### Périodes fastes et néfastes
On retrouve en Mésopotamie antique la croyance en l'existence de jours propices (šu/magir, mitgaru) ou néfastes (nu-un-šu/la magir) pour certaines activités, ou de jours jugée mauvais (hul/lemnu). Cette croyance est attestée dans les textes au moins à partir de la période amorrite, mais ressort surtout d'un groupe de textes savants produits dans le milieu lettré du Ier millénaire av. J.-C., désignés comme des « almanachs » (suivant la terminologie de l'Europe moderne), ou bien comme des ménologies (concernant les mois fastes ou néfastes) ou hémérologies (concernant les jours). Il s'agit notamment de textes de type divinatoire, avec la série appelée Iqqur īpuš (d'après son incipit, signifiant « il détruit, il construit (une maison) »), indiquant pour toute l'année les périodes (surtout les mois) fastes ou néfastes, organisée par sujet (construction d'une maison et travaux et activités domestiques ; construction et restauration de lieux de culte et activités cultuelles ; construction de sépultures ; travaux agricoles ; périodes durant lesquelles les risques sont plus importants de subir les attaques de démons et des maladies). L'« Almanach Babylonien » est également attesté par de nombreux exemplaires, d'autres textes connus par moins d'exemplaires (souvent un seul) sont des listes de mois et jours fastes ou néfastes, s'adressant plutôt aux élites, en particulier les cercles royaux (le texte appelé Inbu bēl arhim semble ainsi être une hémérologie royale assyrienne), et le clergé puisque les prescriptions portent souvent sur les activités rituelles à accomplir chaque jour et les interdits rituels à suivre. Ce type de texte entretien donc un lien avec les calendriers rituels, et mettent en lumière un autre aspect du découpage du temps. Mais certains textes concernent des sujets quotidiens (alimentation, déplacements, sexualité, commerce, etc.) et pouvaient donc être adressés à tout le monde,,.
Il est difficile de dire dans quelle mesure ces prescriptions étaient suivies au quotidien par la majorité de la population, même s'il semble bien ressortir des textes du quotidien que le premier et le vingtième jour du mois étaient privilégiés pour conclure des contrats, et d'autres évités (comme les deux derniers jours du mois). Il apparaît dans la documentation éclairant le milieu des cours royales qu'elles avaient une importance cruciale, notamment en Assyrie au VIIe siècle av. J.-C. où plusieurs lettres indiquent que les prescriptions des textes hémérologiques étaient suivies pour savoir quand accomplir un rituel sacrificiel ou divinatoire.
Le jour de l'obscurcissement de la Lune (bubbulu(m)) est souvent vu comme un jour faste ou heureux (et, dans un texte isolé, comme un jour durant lequel il ne faut pas se rendre dans une taverne). Un des autres traits ressortant de ces textes est le fait que les jours étant un multiple de 7 (le 7, le 14, le 21 et le 28 ; cela pourrait comme souvent en Mésopotamie être lié au cycle lunaire) faisaient régulièrement partie des quelques jours (entre 5 et 9 par mois en général) considérés comme mauvais, durant lesquels toute activité était interdite par les dieux, à l'exception du deuil et de la purification (et comme évoqué plus haut on a débattu du lien entre ce possible cycle et le sabbat et la semaine de sept jours). En tout cas le chiffre sept avait une signification forte. Le septième jour du septième mois était considéré comme particulièrement redoutable dans la tradition mésopotamienne, et impropre à tout type d'activité, de même que les jours le précédant ; une fête du septième jour du septième mois (sebūt sebîm « septième du septième » ou sebūt šattim « septième de l'année ») est attestée au IIe millénaire av. J.-C. à Mari, Sippar, Suse et Nuzi, révélant là encore de l'importance de ce jour.

### Les fêtes religieuses
Le déroulement de l'année était ponctué par de nombreuses fêtes (ezen, isinnu), rituels solennels se démarquant des rites quotidiens du service divin, constituant des temps forts du calendrier, comme l'atteste le fait que les plus importantes ont souvent donné leur nom au mois durant lequel elles se déroulaient. En fait si elles se déroulaient dans un ordre fixé, sans doute prévu par des sortes de catalogues rituels, elles ne se produisent pas forcément à une date précise et inamovible dans le mois, mais pouvaient survenir à quelques jours de différence d'une année sur l'autre. Toutes les fêtes n'étaient du reste pas des événements périodiques, puisque certaines étaient liées à des événements ponctuels, surtout la fin de la construction d'un temple, mais aussi la venue d'un roi dans un temple, ou bien un triomphe militaire. Les fêtes se démarquent des rites du service quotidien des dieux, même si elles impliquent aussi des offrandes, par leur ampleur et leur solennité, puisqu'elles durent souvent plusieurs jours et impliquent des rituels spécifiques, la récitation d'hymnes et de textes liés à la signification du rituel, des processions de statues divines. Elles sont surtout connues par les noms de mois, des textes administratifs enregistrant des livraisons pour des rituels les constituant, mais peu de textes rituels à proprement parler, surtout pour l'époque hellénistique. De fait, leurs significations religieuses et sociales ne sont pas toujours comprises, mais il semble que nombre de ces fêtes soient liées aux rythmes de l'année agricole (voir plus bas), à ceux de la Lune, ont un arrière-plan mythologique, et revêtent un aspect politique quand elles impliquent le souverain. Elles étaient manifestement souvent confinées à la sphère du temple et du clergé, ne se déroulant pas toutes en public, même si les plus importantes dépassaient ce cercle et impliquaient un pan plus important de la population.
Certains rituels qui peuvent être considérés comme des fêtes avaient lieu plusieurs fois dans l'année. Il s'agissait en fait de rituels situés à mi-chemin entre l'entretien quotidien du dieu et les fêtes annuelles. C'est le cas des cérémonies mensuelles d'habillement (lubuštu) des statues divines. Les rituels mensuels les plus attestés dans l'histoire mésopotamienne sont ceux nommés en sumérien eš-eš (littéralement « temple-temple », peut-être à comprendre « (fête de) tous les temples » ou « (fête) générale »), d'où dérive leur nom akkadien, eššēšu(m). Ils sont peut-être originaires d'Ur, et peut-être liés à l'origine au cycle de la Lune, puisqu'à l'époque d'Ur III ils se déroulent tous les premiers du mois, à la nouvelle lune, puis le 8 et le 15, ce qui correspond au premier quartier et à la pleine lune ; par la suite est ajouté un quatrième le 25, puis à l'époque hellénistique à Uruk on en trouve jusqu'à 11 dans un même mois. Dans d'autres endroits, comme Mari, il semble que ce terme désigne uniquement une fête ayant lieu au début de chaque mois. Pour autant que l'on sache, il s'agissait surtout de rituels d'offrandes, qui associaient peut-être tous les dieux et temples d'une ville. Dans la documentation du Ier millénaire av. J.-C., notamment le texte hémérologique Inbu bēl arhim, apparaissent des rituels appelés nubattu (« soirée », « nocturne ») qui ont lieu la veille au soir d'un eššešu. Le même texte évoque des rituels spécifiques dédiés au Dieu-Soleil, Shamash, le 18 ou le 20 de chaque mois.
Les fêtes annuelles devaient débuter à un moment précis du mois et s'étaler sur un nombre limité de jours, suivant un calendrier rituel précis. Les mieux connues sont celles ayant lieu au début de l'année, ou plutôt aux deux moments pouvant servir de début d'année, en mars-avril (le mois Nisannu du calendrier standard) et en septembre-octobre (Tašrītu). Ces fêtes correspondent souvent à celle nommée en sumérien á-ki-ti, d'où dérive leur nom akkadien akītu, attestées depuis le milieu du IIIe millénaire av. J.-C. jusqu'au IIIe siècle av. J.-C. Elles semblent relever de la tradition cultuelle d'Ur, où avaient lieu deux fêtes á-ki-ti à l'époque d'Ur III, une liée à l'équinoxe de printemps et à la moisson, et une autre liée à l'équinoxe d'automne et aux semailles. Elle se retrouve dans les principaux centres religieux de Sumer, puis par la suite en Babylonie et en Assyrie, constituant la plus importante fête de l'année. Les déroulement des deux akītu annuels est bien documenté par des tablettes de Babylone et d'Uruk à l'époque séleucide, où les célébrations durent 11 jours. Ils étaient consacrés avant tout aux dieux principaux (Marduk à Babylone, Assur à Assur, Anu à Uruk) et célébraient le pouvoir royal. Ces festivités sont à plusieurs reprises associées à des rituels de mariage divin (hiérogamie, en akkadien hašādu) et de voyages de statues divines (sur des chars ou des barques sacrés) et processions, qui interviennent aussi à d'autres occasions dans l'année, suivant les lieux et les époques, et ont donné lieu à une littérature spécifique, notamment à l'époque d'Ur III. Une autre fête courante dans les villes mésopotamiennes depuis l'époque sumérienne jusqu'à l'hellénistique est celle des braseros (KI.NE, kinūnu(m)), qui a donné son nom à un mois dans plusieurs calendriers, surtout dans les périodes froides de l'année.
Les nombreux rituels liés au monde infernal sont plutôt situés en fin de mois (ce qui pourrait avoir un lien avec la disparition de la Lune), et les mois d'été (NE-NE-gar à Nippur, Abu(m)/Apu(m) dans le calendrier classique), vus comme propices au contact entre le monde des vivants et celui des morts, plusieurs festivals étant marqués par des banquets censés réunir les familles et leurs ancêtres défunts, comme le rituel appelé kispu(m). Ces types de fêtes étaient par ailleurs marquées par des célébrations de divinités du monde infernal (Ninazu, Gilgamesh, Dumuzi, Mam(m)itu).
Les autres fêtes principales sont directement liées au culte d'une divinité, en particulier la divinité tutélaire de la ville (quand elle n'est pas déjà honorée dans les akītu) et les autres divinités principales du panthéon local (comme Ningirsu, Nanshe et Baba à Lagash, Shara à Umma/Gisha, Nanna/Sîn à Ur, etc.). D'autres fêtes, enfin, ne sont souvent connues que par leur nom, et la divinité principale qu'elles honoraient ainsi que leur déroulement nous échappent.
Pour illustrer la richesse des fêtes dédiées aux dieux, voici celles attestées à Babylone à l'époque hellénistique pour le neuvième mois, Kislimu, le mieux reconstitué, consacré en particulier aux fêtes du brasero/brasier (kinūnu) :
| N° jour | Activité rituelle |
| ------- | --- |
| 3       | Cérémonies d'habillement (attestées pour : Beltiya, Tashmetu, Ishtar de Babylone)                                                                                       |
| 4       | Cérémonie pour Marduk et Zarpanitu dans l'Esagil, suivie d'une procession entre la cella du temple et le temple de l'akitu. Fête du brasero pour une divinité inconnue. |
| 6-7     | Cérémonies pour Enlil, Adad. |
| 8       | Cérémonies pour Lugalbanda et Lugalasal. |
| 10      | Cérémonie pour Ea, fête du brasero de Madanu et Gula. |
| 12      | Cérémonie pour Ishtar. |
| 13      | Cérémonie pour Anunitu. |
| 14      | Cérémonie pour Ashratu. |
| 15      | Cérémonie pour Anashat (?). |
| 16      | Cérémonie d'habillement. Cérémonie pour Nabû. |
| 17      | Fête du brasero de Nabû de Borsippa. |
| 22      | Cérémonie pour Urash, fête du brasero d'Urash. |
| 25      | Cérémonie pour Lugalmar(a)da. |
| 28-29   | Cérémonie pour Nergal. |

### Saisons et fêtes agraires

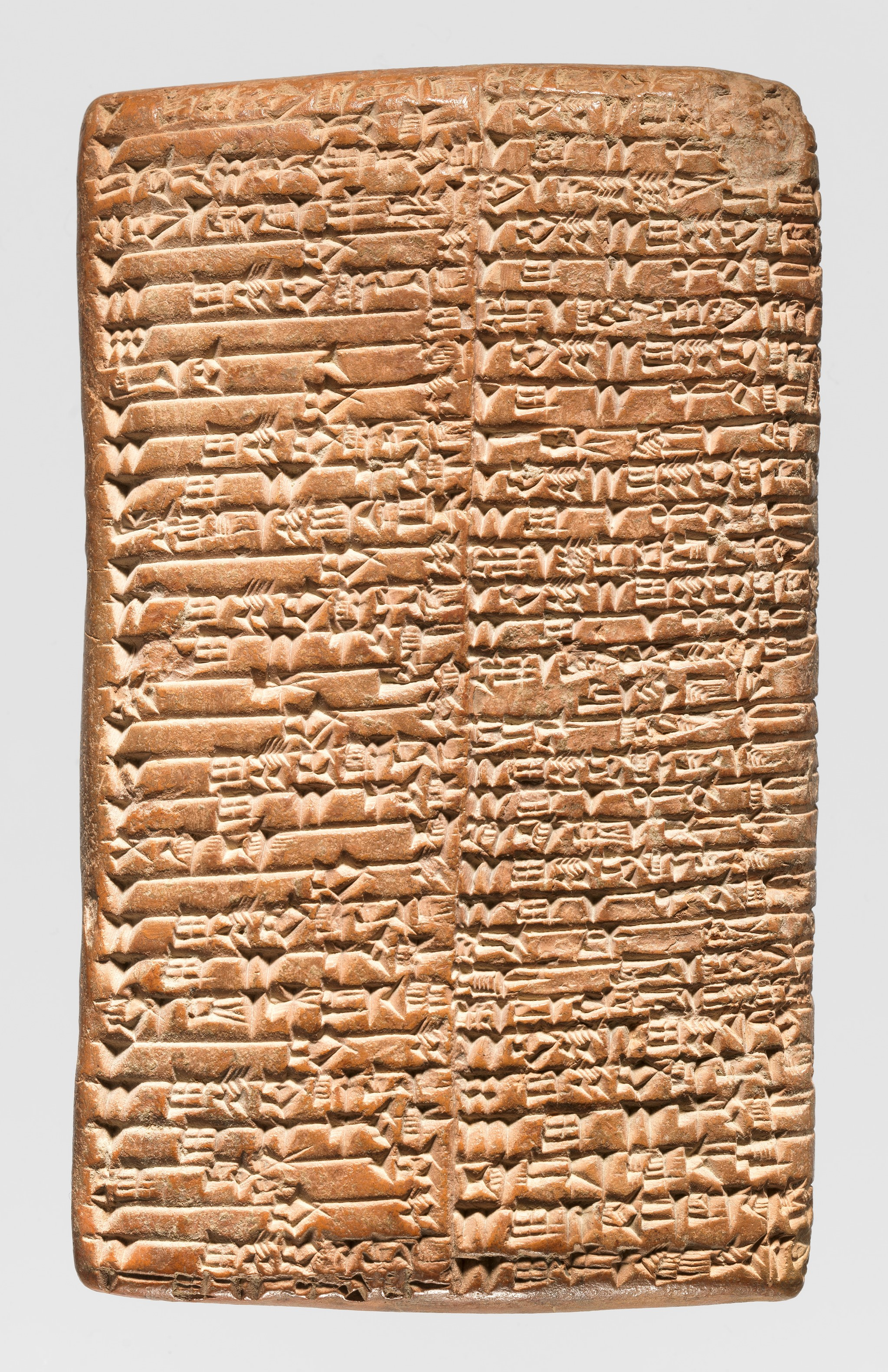
Tablette de Puzrish-Dagan listant des livraisons d'animaux pour la fête de la préparation des champs (šu-numun á-ki-ti). Ur III (règne d'Amar-Sîn), Metropolitan Museum of Art.

Parce qu'ils suivaient en partie les cycles de la nature, les calendriers cultuels et administratifs de la Mésopotamie antique renvoyaient souvent aux activités agricoles. Mais puisqu'ils étaient marqués régulièrement par un décalage entre le cycle de la nature et les rituels en raison de l'inadéquation entre mois lunaires et années solaires, ils n'ont pas pu servir systématiquement de calendriers agricoles. Un manuel agricole sumérien, nommé par les chercheurs modernes Almanach du fermier (ou Instructions du fermier) fait référence à l'observation de la position des étoiles. Un texte astronomique de la fin du IIe millénaire av. J.-C., l'« Astrolabe B », donne des correspondances entre les mois du calendrier, le cycle des astres, et le cycle agricole, et pourrait avoir été employé dans un but agricole : par exemple le mois d’Ayyaru (mai-juin), celui des Pléiades (donc le moment de leur lever héliaque), correspondant la fin de la crue d'été, est celui durant lequel on prépare le matériel agricole pour les labours, placé sous la tutelle du dieu agraire Ningirsu. Quoi qu'il en soit, les textes mésopotamiens connaissent une division de l'année en saisons, en général deux, l'automne/hiver, une saison froide allant d'octobre à mars, et une saison chaude, printemps/été. Pour la céréaliculture, la seconde correspond à la période de la récolte puis du nettoyage et de la préparation des champs qui vont être mis en culture durant la première période, moment des labours et des semailles (et du repos des champs laissés en jachère). Alternativement, une division en quatre saisons transparait parfois, entre le moment des semailles (automne), du froid (hiver), de la récolte (printemps), et de la chaleur/sécheresse (été).
Dans les calendriers cultuels anciens, des fêtes marquaient les moments majeurs du cycle agraire céréalier. Les cycles liés à la culture du palmier-dattier (récolte des dattes) ou à l'élevage ovin (tonte), importants dans l'agriculture mésopotamienne, n'ont pas marqué les calendriers. Les moments majeurs étaient donc la moisson (še-sag11-ku5 ou še-kin-ku4 ou še-gur10-ku4, littéralement le mois durant lequel « la faucille coupe le grain »), au printemps, qui est aussi en général le début de l'année, la préparation des champs (šu-numun) en été et les semailles, servant à assurer la fertilité et la prospérité du pays. Cela est bien connu pour l'époque d'Ur III (XXIe siècle av. J.-C.). Le début de l'année et généralement marqué par des offrandes des premiers fruits de la récolte aux dieux, rappelant ainsi que les hommes étaient sur Terre afin de nourrir les dieux (par les offrandes). À Nippur, l'année était marquée par plusieurs fêtes visant à assurer le succès du cycle agraire : la première, la fête gu4-si-su, qui a lieu au mois II se fait en l'honneur de Ninurta, sous son aspect de dieu-laboureur. Le nom du rituel renvoie d'ailleurs aux bœufs de labour (en sumérien gu4) et signifie peut-être « les bœufs marchent en avant », car elle est consacrée à ces bovins, plus largement à la préparation du matériel aratoire en vue des semailles. La fête šu-numun (mois IV) renvoie quant à la phase suivante : la préparation du champ et la semailles. La fête še-sag11-ku5 (mois XII), avait lieu au moment de la récolte, comme dans bien d'autres villes du Sud mésopotamien à cette période, et à Nippur elle correspond sans doute à l'une des principales fêtes de l'année, la « grande fête du dieu Enlil », connue par des textes littéraires mais pas dans des textes de la vie courante qui permettraient de la situer clairement dans le calendrier. À Ur, lors du premier mois de l'année se déroulait la première fête-akitu de l'année, « akitu de la récolte », durant laquelle on récitait un hymne à la déesse du grain Nanshe afin que la récolte soit bonne. Au mois VII, la seconde fête akitu de l'année était l'« akitu des semailles ». En revanche, le caractère agraire des rituels semble s'être estompé avec le temps et devient moins marqué aux époques récentes, même si des fêtes comme celles du Nouvel An gardent toujours un lien avec le renouvellement du cycle de la nature qui a lieu au printemps.
| Jour du mois | Activité rituelle |
| ------------ | --- |
| 20           | La nuit précédente : offrandes nocturnes de moutons. Le jour même : sacrifices de veaux (ou de bœufs) à Enlil et Ninlil. |
| 21           | Nombreuses cérémonies d'offrandes dans le grand temple de la ville, l'Ekur, à destination d'Enlil, Ninlil et des divinités de son cercle divin, par exemple la « Grande offrande » (sískur-gu-la), voyant le sacrifice de 2 agneaux pour l'Ekur, 1 brebis pour chacune des divinités suivantes : Ninhursag, Nusku, Ninurta, Inanna, Ninsun, Lugalbanda, Enki, Nintinugga. |
| 22           | Nouvelles cérémonies d'offrandes, y compris une seconde « Grande offrande ». Rituels et offrandes à la divinité principale de la fête, Ninurta, sous son aspect « Roi (de la fête) de Gusisu » (Lugal-gu4-si-su) : bain rituel de la statue divine, récitation du débat Araire et houe, de la Chanson du bœuf de labour dédiée à Ninurta et consacrée à la préparation des bœufs de labour et des instruments aratoires. Les premières graines des semailles sont versées symboliquement sur le sol, peut-être par le roi en personne incarnant le dieu. |